# Jiří Welsch
Jiří Welsch (Pardubice, 27 gennaio 1980) è un ex cestista ceco, professionista in Europa e in NBA. Alto 201 cm per 95 kg, giocava come guardia.

## Carriera
È stato selezionato dai Philadelphia 76ers al primo giro del Draft NBA 2002 (16ª scelta assoluta).
Con la Rep. Ceca ha disputato cinque edizioni dei Campionati europei (1999, 2007, 2013, 2015, 2017).

## Palmarès

### Squadra
- Coppa di Slovenia: 2

Union Olimpija: 2001, 2002
- Campionato ceco: 5

ČEZ Nymburk: 2012-13, 2013-14, 2014-15, 2015-16, 2016-17
- Coppa della Repubblica Ceca: 2

ČEZ Nymburk: 2013, 2017
- Lega Adriatica: 1

Olimpia Lubiana: 2001-02

### Individuale
- MVP Lega Adriatica: 1

Olimpia Lubiana: 2001-02